# Sierra Nevada de Santa Marta
La Sierra Nevada de Santa Marta es una cordillera de Colombia que constituye por sí mismo un sistema aislado de la cordillera de los Andes, sobre la costa Caribe de Colombia. Esta se eleva abruptamente desde las costas del mar Caribe hasta alcanzar picos nevados a una altitud de 5710 m s. n. m. (metros sobre el nivel del mar), según los datos provistos por la misión SRTM que señalan una altitud cercana a los 5700 m s. n. m.
Su pico más alto es el Cristóbal Colón, que de paso es la montaña más alta de Colombia, además, la Sierra Nevada es el segundo sistema montañoso litoral más alto del mundo después de las Montañas San Elías entre Canadá y Estados Unidos y el más alto del mundo en un litoral tropical. Por ello, se dice que en la Sierra se encuentra el mejor resumen climático del mundo, donde se encuentran todos los pisos térmicos desde las playas cálidas del Caribe hasta los glaciares que aún existen en la cumbre.
Por ser una montaña de más de 5000 m s. n. m. de altitud, posee varios pisos térmicos, desde el cálido seco hasta el de nieves perpetuas. Asimismo el clima de toda la región está determinado por los vientos alisios y por la elevación con respecto al nivel del mar. Es por ello que la temperatura va de 30 °C en la parte baja del parque hasta los 0 °C en los picos más altos de la Sierra. La UNESCO la declaró reserva de la biosfera en 1979, dada la red de ecosistemas que albergan innumerables formas de vida y que son hogar de varias comunidades indígenas. En 2006, la Sierra Nevada de Santa Marta fue nominada como símbolo cultural de Colombia en el concurso organizado por la revista Semana con el apoyo de Caracol TV, el Ministerio de Cultura y Colombia es pasión.

## Ubicación y límites
La Sierra Nevada de Santa Marta está ubicada en el extremo norte de Colombia, en la región Caribe, y se extiende por los departamentos de Magdalena, Cesar y La Guajira. Es un macizo montañoso completamente independiente de la cordillera de los Andes, lo que la convierte en una de las formaciones geológicas más singulares del país y del continente. Su relieve se eleva abruptamente desde el nivel del mar hasta alturas superiores a los 5700 m s. n. m., constituyéndose en el sistema montañoso litoral más alto del mundo.
La Sierra se extiende aproximadamente entre los 10°30′ y 11°20′ de latitud norte, y entre los 72°00′ y 74°00′ de longitud oeste. En su interior nacen numerosos ríos importantes, como el Guatapurí, el Don Diego, el Palomino y el Cesar, los cuales descienden hacia las costas y valles circundantes, desempeñando un papel fundamental en la hidrografía de la región. Además, alberga los picos Colón y Bolívar, que con más de 5700 m s. n. m., son las montañas más altas de Colombia.

Mapa de ubicación

### Límites geográficos
- Norte: Limita con el Mar Caribe, desde la desembocadura del río Córdoba en Magdalena hasta la desembocadura del río Ranchería en La Guajira, incluyendo las planicies costeras cercanas a las ciudades de Santa Marta y Riohacha.
- Sur: Se encuentra separada de la cordillera Oriental por la Depresión del Cesar, una franja baja que actúa como barrera natural, y limita con el valle formado por los ríos Cesar y Ranchería, además de la Serranía de Perijá, que es la prolongación de la cordillera de los Andes en Colombia.
- Occidente: Limita con la cuenca del río Magdalena y la Ciénaga Grande de Santa Marta, entre los ríos Frío y Ariguaní, en el departamento del Magdalena.
- Oriente: Colinda con las tierras semiáridas de la Alta Guajira y la cuenca del río Ranchería, caracterizadas por un clima más árido y ecosistemas diferentes.[2]

Este aislamiento geográfico, junto con su compleja formación geológica y su biodiversidad, ha hecho que la Sierra Nevada de Santa Marta sea un objeto de interés científico desde el siglo XIX, como lo evidencian los estudios de Joaquín Acosta y Jorge Isaacs.

### División política-administrativa
En el ámbito territorial, la Sierra Nevada de Santa Marta se extiende sobre tres departamentos del Caribe Colombiano: La Guajira, Cesar y Magdalena; además, involucra una entidad distrital, correspondiente a Santa Marta, y abarca un total de veinte municipios, clasificados según su localización departamental del siguiente modo:
En el departamento de La Guajira se encuentran los municipios de: Barrancas, San Juan del Cesar, Distracción, Fonseca, Riohacha, Dibulla, Hatonuevo y Albania. En el departamento del Cesar: Valledupar, Pueblo Bello, El Copey, Bosconia y El PasoEn el departamento del Magdalena: Ciénaga, Pueblo Viejo, Zona Bananera, Algarrobo, Aracataca, El Retén y Fundación.
Estos municipios comprenden zonas desde las cumbres nevadas hasta las tierras bajas y costeras, reflejando la diversidad ecológica y cultural del macizo.
En la región se encuentran dos parques nacionales administrados por la Unidad Administrativa Especial del Sistema de Parques Nacionales Naturales (UAESPNN): el parque nacional natural Tayrona y el parque nacional natural Sierra Nevada de Santa Marta, compartiendo territorio con los resguardos indígenas de los pueblos Arhuaco, Kogui, Wiwa y Kankuamo. Además, está el parque arqueológico Teyuna Ciudad Perdida, administrado por el instituto Colombiano de Antropología e Historia desde 1976.

## Geografía física

### Geología y suelos
La Sierra Nevada de Santa Marta, una masa bastante quebrada en su geografía, constituida de rocas ígneas que datan de más de 160 millones de años. El macizo central es aún más antiguo y está conformado por rocas graníticas.
Por encima de los 4000 m s. n. m. (metros sobre el nivel del mar) se hallan afloramientos rocosos y suelos poco evolucionados que son pobres en nutrientes. Entre los 2800 y los 4000 m s. n. m., el suelo es moderadamente evolucionado, que solo permite el crecimiento de ciertas plantas como frailejones y pajonales. Sin embargo, por debajo de los 2800 m s. n. m., el suelo se torna más fértil y permite el crecimiento de bosques tipo andino o tropical según el piso térmico.
El páramo de Fundación, una cinta de gran altitud de los pastizales de montaña y matorrales intercalados con zonas pantanosas y turberas ácidas, ocupa la zona entre 3300 y 4500-5000 m s. n. m.. El páramo de Santa Marta es el enclave más septentrional de páramos en América del Sur, que se producen a lo largo de los Andes. Por encima de 4500-5000 m s. n. m. se encuentra la tapa de nieve permanente.
La Sierra Nevada de Santa Marta (SNSM) es una formación montañosa única en Colombia por estar completamente separada de la cordillera de los Andes. Su origen geológico se remonta al Precámbrico, con algunas de las rocas más antiguas del país, formadas hace más de mil millones de años. Está compuesta principalmente por rocas ígneas y metamórficas, como gneises, esquistos y migmatitas, que forman el núcleo del macizo, y por rocas sedimentarias y volcánicas más recientes en las partes bajas.
Desde el punto de vista tectónico, la Sierra es un bloque elevado independiente, influenciado por la colisión entre la placa del Caribe y la placa Suramericana, lo que ha provocado su levantamiento desde hace unos 60 millones de años. Está limitada por importantes sistemas de fallas, como la falla de Santa Marta-Bucaramanga, la falla de Oca al norte y otras estructuras activas, lo que la convierte en una zona con actividad sísmica significativa.
Su compleja estructura geológica ha dado origen a una gran variedad de suelos, muchos de ellos delgados, ácidos y erosionables, pero ricos en minerales en algunas zonas. Esta diversidad del sustrato rocoso contribuye a la riqueza de ecosistemas, que van desde selvas tropicales hasta páramos, en un gradiente altitudinal excepcional.
Estudios históricos del siglo XIX, como los realizados por Joaquín Acosta y Jorge Isaacs, fueron pioneros en observar esta singularidad, aportando las primeras ideas sobre el origen y evolución de la Sierra en conexión con teorías geológicas europeas de la época.

## Clima
Una de las particularidades más notables de la Sierra Nevada de Santa Marta es la diversidad de pisos térmicos, que van desde zonas cálidas y secas hasta nieves perpetuas. Esta variedad climática permite la existencia de múltiples ecosistemas, desde playas caribeñas hasta glaciares, lo que la hace única a nivel mundial. Gracias a su abrupta elevación desde el nivel del mar hasta más de 5000 m s. n. m., presenta todos los pisos térmicos posibles en una sola montaña. Esto significa que puede pasar de un clima cálido y seco en sus faldas, con temperaturas cercanas a los 30 °C, hasta un clima gélido con temperaturas bajo cero en sus cumbres nevadas. Además, el clima está fuertemente influenciado por los vientos alisios del noreste, que traen humedad desde el mar Caribe. Esto genera lluvias frecuentes en las laderas norte y este, mientras que las zonas sur y oeste son más secas. La Sierra Nevada de Santa Marta presenta una gran variedad de climas debido a su amplio rango altitudinal, que va desde el nivel del mar hasta más de 5700 m s. n. m. de altitud. Este gradiente altitudinal genera todos los pisos térmicos existentes en Colombia, desde climas cálidos tropicales en las partes bajas hasta climas fríos de alta montaña y zonas nivales en las cumbres.
En las zonas bajas, entre los 0 y 1000 m s. n. m., el clima es cálido y húmedo, con temperaturas promedio que oscilan entre los 26 °C y 30 °C. A medida que se asciende, la temperatura disminuye a razón de aproximadamente 0,6 °C por cada 100 m s. n. m. de altitud. En las zonas templadas y frías, ubicadas entre los 1000 y 3000 m s. n. m., las temperaturas bajan considerablemente, y en el páramo (entre 3000 y 4200 m s. n. m.), se pueden registrar temperaturas inferiores a los 5 °C. En las zonas más altas y nevadas, las temperaturas permanecen por debajo de 0 °C durante las noches y solo suben levemente durante el día.
En cuanto a la precipitación, las laderas norte y noroeste de la Sierra son las más lluviosas, con registros anuales que pueden superar los 3000 milímetros, especialmente durante los meses de mayo a noviembre. En contraste, las vertientes sur y sureste presentan un régimen de lluvias más moderado, con promedios entre 1000 y 2000 milímetros anuales. La variación de las lluvias está influenciada por los vientos alisios del noreste y por fenómenos climáticos globales como El Niño y La Niña, que alteran la intensidad y distribución de las precipitaciones.
En conjunto, esta diversidad climática convierte a la Sierra Nevada en uno de los ecosistemas más complejos del país, con una transición ecológica que va desde selvas tropicales húmedas hasta zonas de nieves perpetuas, aunque estas últimas se han reducido drásticamente en las últimas décadas debido al cambio climático.

## Ecosistemas y biodiversidad
La sierra de Santa Marta posee una biodiversidad extraordinaria, al punto de ser considerada una de las zonas más biodiversas del mundo. Esta riqueza natural no es casualidad: su clima variado favorece el crecimiento de una gran diversidad de plantas, estimadas en más de 1200 especies. La fauna también es abundante, destacándose especialmente las aves, con más de 600 especies registradas. Debido a esta impresionante diversidad biológica, la UNESCO declaró a la región reserva de la biosfera y patrimonio de la humanidad en 1979.

### Flora
Desde las primeras exploraciones en la Sierra Nevada de Santa Marta, se ha reconocido la riqueza de su flora, aunque aún no existe un inventario completo. Investigaciones indican que esta región tiene una baja recolección florística, con menos de 50 recolecciones por km², a pesar de ser una zona prioritaria para estudios botánicos.
En cuanto a la diversidad florística, se estima que existen alrededor de 1.800 especies de plantas con flores, agrupadas en 636 géneros y 164 familias. Las familias más representativas son:
- Asteraceae: 70 géneros, 156 especies.
- Orchidaceae: 28 géneros, 87 especies.
- Leguminosae: 30 géneros, 68 especies.
- Poaceae: 29 géneros, 55 especies.
- Melastomataceae: 15 géneros, 57 especies.

Los géneros con más especies son Solanum, Miconia, Peperomia, Pleurothallis y Piper.
Se observa que la diversidad disminuye con la altitud, pero aumentan los endemismos. Por zonas de vida:
- Selva subandina: 130 familias, 330 géneros, 651 especies.
- Selva andina: 105 familias, 237 géneros, 479 especies.
- Páramo: 29 familias, 66 géneros, 109 especies.

Fitogeográficamente, la flora de la Sierra Nevada proviene de elementos de tierras bajas tropicales, que se diversificaron tras los levantamientos orográficos del Plioceno y Pleistoceno. Esto permitió la formación de hábitats nuevos que propiciaron la diferenciación florística. Además, también se identifica la influencia de flora andina, posiblemente llegada desde la Serranía del Perijá.

### Fauna
La Sierra Nevada de Santa Marta combina especies de faunas compartidas con ecorregiones vecinas y especies propias resultado de un intenso proceso de especiación. Su aislamiento como macizo montañoso ha generado altos niveles de endemismo. Comparte fauna con la Serranía del Perijá, las zonas bajas de las ciénagas del suroccidente, el bajo Magdalena y las planicies costeras y continentales del norte y oriente.
| Grupo     | Total de especies | Especies endémicas | % del total de vertebrados | % endemismo del grupo                                       | Familias / Géneros destacados                                                   | Comentarios clave |
| --------- | ----------------- | ------------------ | -------------------------- | ----------------------------------------------------------- | ------------------------------------------------------------------------------- | --- |
| Anfibios  | 50                | 17                 | 4,70 %                     | 34 % del grupo 38,63 % del total de endemismos              | Leptodactylidae (más diversa) Geobatrachus walkeri (único género endémico)      | Alta diversidad a bajas altitudes; representa el 8,4 % del total nacional; ~12 % del endemismo nacional.                          |
| Mamíferos | 189               | No determinado     | 17,98 %                    | No determinado.                                             | Murciélagos (~109 spp.) Roedores (~26 spp.)                                     | 61 % son murciélagos; falta muestreo actualizado; al menos 10 especies en peligro; posible extinción local de 3-4 especies.       |
| Aves      | 631               | 14                 | 60,03 %                    | 31,81 % del total de endemismos.                            | Passeriformes: 21 familias, 318 spp. Oxypogon cyanolaemus, Pyrrhura viridicata. | Representan 35,45 % de aves de Colombia y 7 % del mundo; 51 especies migratorias; aves endémicas principalmente en Passeriformes. |
| Peces     | 95                | 0                  | 8,56 %                     | 0 %                                                         | Characidae (22 spp.) 33 familias en total.                                      | Poco estudiados; ningún endemismo reportado; la geografía limita su distribución (ríos rápidos y caudalosos).                     |
| Reptiles  | 92                | ~12 (13 %)         | 8,79 %                     | 27 % del total de endemismos 11,5 % del endemismo nacional. | Colubridae (más diversa) 63 géneros totales.                                    | Distribución altitudinal amplia; grupo bien estudiado; presente en todos los pisos térmicos; endemismo significativo.             |

## Población y cultura
La Sierra Nevada de Santa Marta, reconocida por su exuberante cobertura vegetal, alberga en su interior un importante sitio arqueológico: la Ciudad Perdida o Parque Arqueológico Teyuna, centro ceremonial y urbano de la antigua civilización Tayrona, considerada una de las culturas indígenas prehispánicas más complejas del territorio colombiano. Este asentamiento, que se extiende sobre aproximadamente 13 hectáreas, fue oficialmente redescubierto en 1976 por un grupo de investigadores, aunque su hallazgo inicial se atribuye a un guaquero en 1975.
Los Tayronas, al igual que otros pueblos originarios de la Sierra, mantenían una articulación territorial mediante una red de caminos empedrados que facilitaban la comunicación entre las comunidades distribuidas en diferentes pisos térmicos. Habitaban en bohíos circulares, construidos sobre terrazas de piedra, sin ventanas y con techos de palma, reflejando una adaptación efectiva al entorno montañoso y a la variabilidad climática.
Uno de los aspectos más notables de la Ciudad Perdida es la complejidad de su infraestructura hidráulica y agrícola, evidenciada en los sistemas de canales de drenaje pluvial y terrazas agrícolas, diseñadas para controlar la erosión y mantener la fertilidad del suelo. El sitio también conserva manifestaciones rupestres, como petroglifos y grabados en piedra, siendo la Piedra de Donama una de las más destacadas por sus posibles interpretaciones simbólicas o rituales.
Antes de la colonización, la población Tayrona se estimaba en alrededor de un millón de personas. Tras la conquista, su número disminuyó drásticamente. Hoy en día, sus descendientes sobreviven en cuatro pueblos indígenas reconocidos: los Kogui, Arhuaco, Wiwa y Kankuamo, quienes mantienen un fuerte vínculo espiritual con el territorio. Los Kogui habitan principalmente las cuencas de los ríos Don Diego, Palomino, San Miguel y Ancho, guiados por la figura del Mamo, autoridad espiritual y social. Los Wiwas, cuyo nombre significa “cálido” o “originario”, residen en las zonas bajas de la Sierra, principalmente en el departamento del Cesar. Los Arhuacos, también llamados Ika, se asientan en los valles de los ríos Piedras, Ariguaní y Guatapurí, con su centro ceremonial en Nabusimake. Nabusimake, cuyo nombre en lengua Ika significa "Tierra donde nace el sol", es la capital espiritual del pueblo Arhuaco, ubicada a unos 2200 m s. n. m. (metros sobre el nivel del mar) en el municipio de Pueblo Bello, Cesar. Está compuesto por alrededor de 50 a 60 viviendas tradicionales y templos circulares (kankuruas), rodeadas por murallas de piedra, conformando un centro ceremonial profundamente conectado con la espiritualidad andina. Los Mamos, autoridades ancestrales, lideran el sistema de gobierno propio y educativo indígena en Nabusimake, orientando las decisiones colectivas y preservando tradiciones como la educación en lengua materna y saberes ancestrales . La comunidad restringe el turismo masivo como medida de protección cultural y espiritual, permitiendo solo el ingreso de visitantes autorizados que respeten sus costumbres. Históricamente, Nabusimake fue bautizado como San Sebastián de Rábago durante la colonización, pero en el siglo XX la comunidad recuperó su identidad ancestral y el nombre original, reafirmando su papel como símbolo de resistencia cultural. Por su parte, los Kankuamos, ubicados en la vertiente oriental, han avanzado en un proceso de revitalización cultural, debido a la pérdida de gran parte de su legado tradicional.
A estas comunidades se suma la presencia de algunos grupos Wayúu, provenientes de La Guajira, aunque su asentamiento en la Sierra es menos extenso. Estas poblaciones no solo conservan saberes ancestrales, sino que también producen artesanías tradicionales a partir de recursos naturales de la región. Las más representativas son las mochilas tejidas por mujeres indígenas, así como collares, pulseras y objetos tallados en piedra, totumo o cerámica, que reflejan la estrecha relación entre cultura, naturaleza y cosmovisión indígena. (ProColombia. s. f.) 
Los Wayúu poseen un rico legado de saberes ancestrales que se manifiestan especialmente en sus tradiciones textiles y artesanales. Las mochilas Wayúu, tejidas a mano por mujeres desde temprana edad, no solo son objetos utilitarios, sino también formas de comunicación simbólica. Cada diseño o figura geométrica —conocida como kanaas— representa elementos de su cosmogonía, narraciones mitológicas o mensajes familiares. A estas mochilas se suman chinchorros, collares, pulseras y objetos tallados en piedra, totumo, madera o cerámica, elaborados con técnicas transmitidas por generaciones. Estas artesanías no solo reflejan su estrecha relación con la naturaleza, sino que también cumplen una función esencial en su economía familiar, ya que muchas comunidades subsisten parcial o totalmente de su producción y comercialización.
Además, el proceso de tejeduría está profundamente ligado a los ciclos de vida y al rol femenino en la cultura Wayúu: tejer es un símbolo de madurez y sabiduría, y las mochilas funcionan como ofrendas en rituales, dotes matrimoniales y regalos espirituales. En contextos urbanos o turísticos, estas piezas se han convertido en representaciones visibles de la identidad Wayúu, pero también enfrentan desafíos como la apropiación cultural y la reproducción industrial no autorizada. Diversas organizaciones, como Artesanías de Colombia, han acompañado procesos de fortalecimiento comercial, visibilización cultural y defensa de la propiedad intelectual de estas comunidades.

## Línea negra
La Línea Negra es una delimitación territorial reconocida por el Estado colombiano que corresponde al espacio ancestral y sagrado de los pueblos indígenas kogui, arhuaco, wiwa y kankuamo, habitantes de la Sierra Nevada de Santa Marta. Este territorio se extiende por los departamentos de Magdalena, La Guajira y Cesar, e incluye un conjunto de sitios sagrados interconectados que, desde la cosmovisión indígena, conforman una red espiritual que regula el equilibrio entre la naturaleza, la cultura y el territorio.
Conocida también como Sezhizha, este concepto representa el tejido simbólico y físico que une los espacios naturales y espirituales definidos desde el origen según las tradiciones de los pueblos indígenas. En sus respectivas lenguas, la idea de conexión se expresa como “Se” (kogui), “She” (wiwa) y “Sey” (arhuaco), mientras que términos como “Shi” (hilo) en kogui y “zhiwa” (agua) en wiwa, refuerzan la noción de interrelación vital entre los elementos del territorio.
El trazado de la Línea Negra incluye puntos clave que conectan municipios de los tres departamentos antes conocidos como el Magdalena Grande. Abarca desde Bosconia (Cesar) y Valledupar hasta San Juan del Cesar, Fonseca, Barrancas, Hatonuevo y Albania (La Guajira), llegando hasta Riohacha. Recientemente, su reconocimiento ha incorporado también espacios marítimos, extendiéndose desde Riohacha hasta Bocas de Ceniza en el Magdalena, dado que el mar forma parte integral de las prácticas espirituales y de subsistencia de estas comunidades.
La Línea Negra no solo representa una visión espiritual del mundo, sino que también garantiza el respeto a los derechos culturales y de movilidad de los pueblos indígenas en su territorio ancestral. Asimismo, constituye un llamado a la protección de la biodiversidad y del equilibrio natural de la Sierra Nevada, reconocida por estas comunidades como el "corazón del mundo".

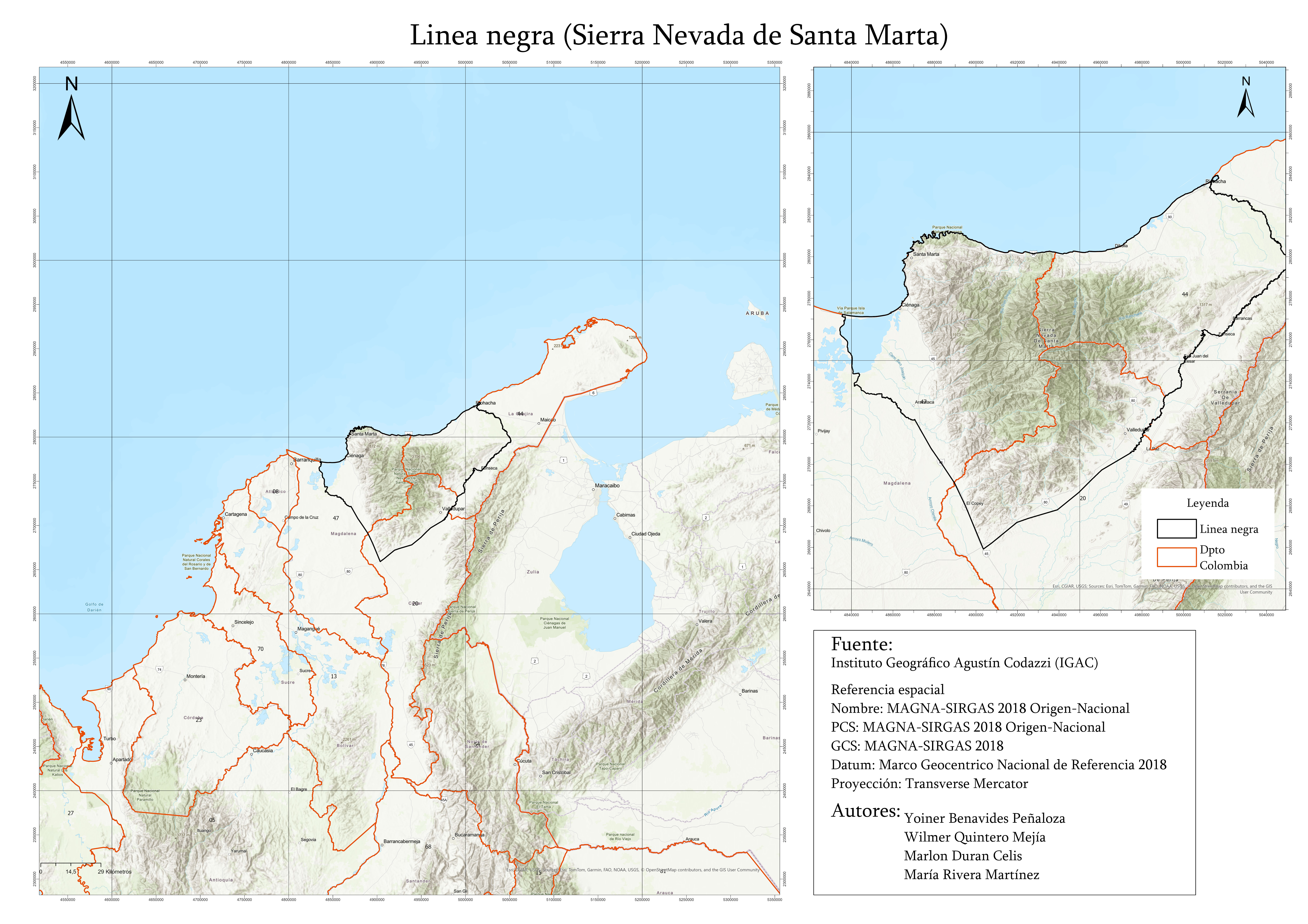
Linea negra de la Sierra Nevada de Santa Marta

## Conservación y amenazas

### Parques nacionales y UNESCO
La Sierra Nevada de Santa Marta forma parte de dos parques nacionales naturales administrados por el Ministerio de Ambiente y Desarrollo Sostenible de Colombia: el parque nacional natural Sierra Nevada de Santa Marta y el parque nacional natural Tayrona. El primero tiene una extensión aproximada de 573.312 hectáreas y abarca territorios en los departamentos de Magdalena, Cesar y La Guajira, incluyendo ecosistemas desde el nivel del mar hasta las nieves perpetuas, y coincide con los resguardos indígenas de los pueblos Kogui, Arhuaco, Wiwa y Kankuamo.
A nivel internacional, la Sierra Nevada fue declarada Reserva de la Biósfera por la UNESCO en 1979, en reconocimiento a su excepcional biodiversidad y valor cultural como la cordillera litoral más alta del mundo, con picos que alcanzan los 5775 m s. n. m. y una gran variedad de ecosistemas que van desde arrecifes coralinos hasta páramos y bosques húmedos.
En 2022, la UNESCO reconoció el sistema ancestral de conocimientos y prácticas de los pueblos indígenas Arhuaco, Kankuamo, Kogui y Wiwa como Patrimonio Cultural Inmaterial de la Humanidad, destacando su papel fundamental en la conservación del ecosistema y la preservación de la identidad cultural

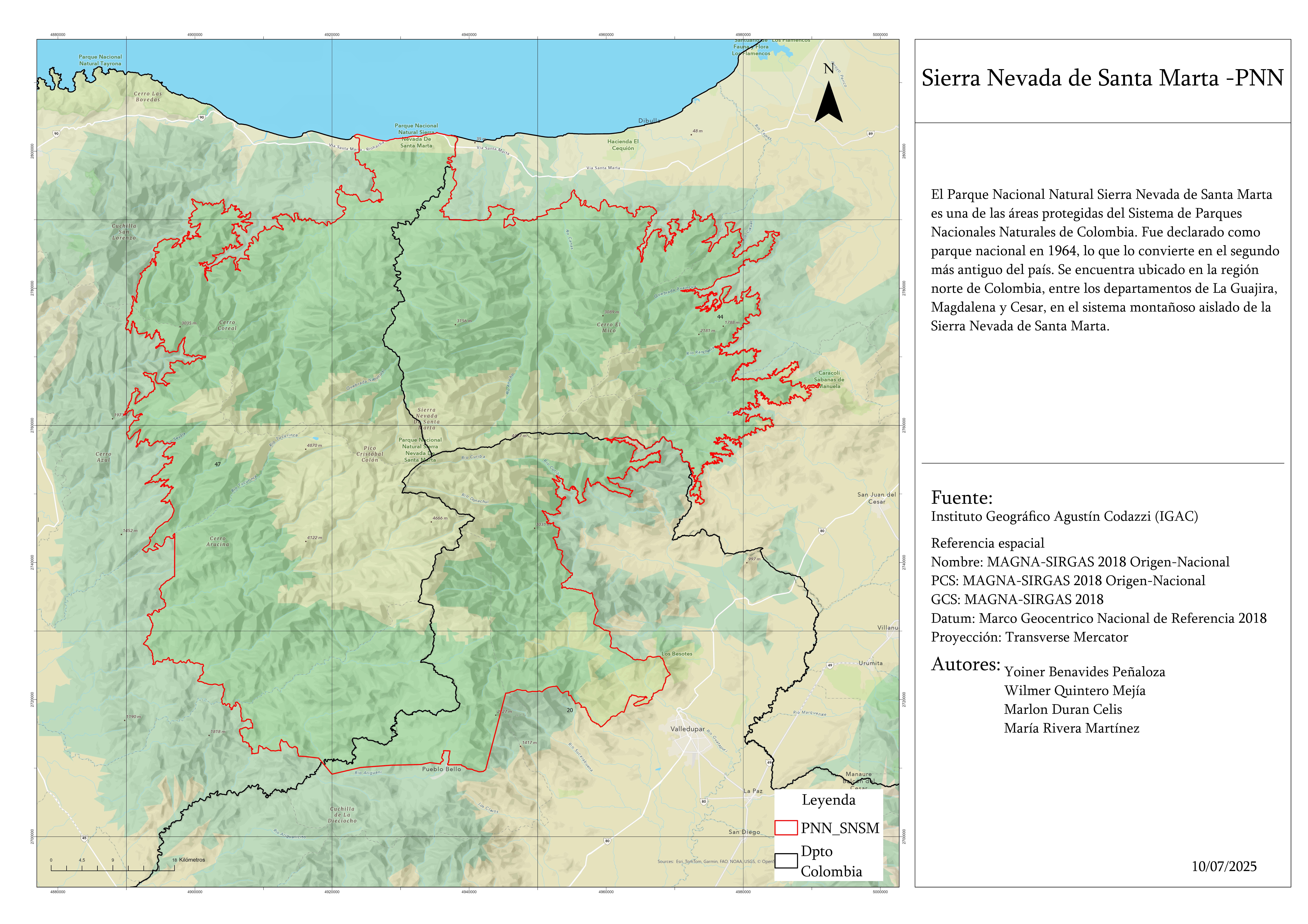
Parque Nacional Natural Sierra Nevada de Santa Marta

### Cambio climático y retroceso glaciar
El cambio climático ha tenido un impacto profundo en la Sierra Nevada de Santa Marta, particularmente en el retroceso de sus glaciares. Esta cordillera alberga los glaciares más septentrionales de América del Sur, los cuales han disminuido drásticamente en extensión durante el último siglo. Según el Instituto de Hidrología, Meteorología y Estudios Ambientales (IDEAM), la Sierra Nevada ha perdido más del 90 % de su superficie glaciar desde finales del siglo XIX, pasando de aproximadamente 82 km² en 1850 a menos de 5.3 km² en la actualidad.
La particular configuración estructural de la Sierra ha contribuido a la fragmentación progresiva de estas masas de hielo, acelerando no solo el retroceso de sus frentes sino también la pérdida de volumen en las zonas de acumulación superior. Para el año 2020, estudios recientes registraron una superficie glaciar total de apenas 5.81 km² (±0.17 km²), distribuida en 32 fragmentos mayores a una hectárea, siendo el más extenso (1.75 km²) el ubicado en el sector del pico Simonds. Esta drástica reducción areal —que supera el 35 % desde inicios del siglo XXI— evidencia la vulnerabilidad de estos remanentes glaciares tropicales frente al calentamiento global, transformándose en indicadores sensibles del actual periodo interglaciar. La disposición predominante en laderas sur sugiere su dependencia crítica de microclimas locales, donde la combinación de sombra orográfica, vientos húmedos caribeños y menores tasas de sublimación permiten su persistencia en un contexto de acelerado deterioro.

### Impacto del conflicto armado
La presencia de grupos armados ilegales en la Sierra Nevada de Santa Marta ha generado graves consecuencias ambientales, afectando tanto la biodiversidad como los recursos hídricos y la vida de las comunidades indígenas y campesinas.
- Deforestación y degradación de bosques: la tala indiscriminada de árboles, la quema de bosques y la apertura de vías ilegales han reducido la cobertura vegetal y fragmentado hábitats críticos. Estas acciones están asociadas a la instalación de campamentos, pistas clandestinas y cultivos ilícitos, así como a la minería ilegal.[23]
- Contaminación de fuentes hídricas: el uso de químicos en cultivos ilícitos y la minería ilegal han contaminado ríos y quebradas, disminuyendo la calidad y cantidad de agua disponible para las comunidades y la fauna local.[23]
- Pérdida de biodiversidad y desplazamiento de especies: la alteración de hábitats, la deforestación y la presión sobre la fauna y flora han provocado el desplazamiento de especies y la pérdida de biodiversidad, incluyendo especies endémicas y en peligro de extinción.[23][24]
- Incendios forestales y desertificación: la deforestación y la quema de bosques han incrementado la vulnerabilidad de la Sierra Nevada a incendios forestales y procesos de desertificación, agravando la pérdida de suelos fértiles y la capacidad de regeneración natural.[23]

## Glaciación
La Sierra Nevada de Santa Marta contiene las montañas con glaciares más al norte de Colombia y de América del Sur. Estas montañas están separadas de la cordillera de los Andes, lo que hace que sean únicas en su ubicación y características. Los pueblos indígenas que habitan la región, como los arhuacos, llaman a los picos más altos de la Sierra con el nombre C¿unduákë, que forma parte de su lengua y cultura ancestral. El Instituto Geográfico Agustín Codazzi (IGAC), en su publicación Los nombres originales de los territorios, sitios y accidentes geográficos de Colombia (1995), explica que los nombres que aparecen en los mapas oficiales de Colombia para estos picos fueron asignados como homenaje a personajes importantes de la historia nacional. Sin embargo, también existen nombres indígenas tradicionales, que muchas veces reflejan el valor espiritual y cultural que estos lugares tienen para las comunidades originarias.
| Nombre oficial | Nombre nativo |
| -------------- | ------------- |
| Simón Bolívar  | Serancua      |
| Codazzi        | Marona        |
| Colón          | Nobaca        |
| Guardián       | Donanchi      |

### Características glaciológicas
En la Sierra Nevada de Santa Marta, la ubicación de los glaciares está determinada principalmente por la altitud de las montañas, más que por las condiciones del clima. Estas masas de hielo se extienden entre los 4900 y 5100 m s. n. m. (metros sobre el nivel del mar), y se encuentran, en su mayoría, en las laderas del flanco sur, donde la pendiente facilita la acumulación de nieve y la formación de hielo. La estructura geológica de la Sierra ha permitido que los glaciares estén distribuidos en varias zonas, lo que ha contribuido a su fragmentación y a la pérdida progresiva de hielo, tanto en los bordes inferiores como en las partes más elevadas. Esta distribución dispersa es uno de los factores que ha acelerado su disminución. Al igual que otros nevados de Colombia, los glaciares de la Sierra Nevada han mostrado un retroceso constante desde mediados del siglo XIX. Este proceso ha dado lugar a la aparición de nuevas lagunas, conocidas como lagunas proglaciares, así como a la formación de extensos sistemas de morrenas, que son acumulaciones de sedimentos dejadas por el hielo en retroceso.
| Nombre de la cumbre | Altitud (m s. n. m.) |
| ------------------- | -------------------- |
| Colón               | 5775                 |
| Simón Bolívar       | 5775                 |
| Santander           | 5572                 |
| La Reina            | 5500                 |
| Simons              | 5560                 |
| Guardián            | 5235                 |
| Ojeda               | 5500                 |
| Codazzi             | 5500                 |
| Tayrona             | 5000                 |
| Nevaditos           | 5375                 |
| Menders             | 5115                 |
| Wilches             | 5169                 |
| Ruiz Erazo          | 5157                 |
| Tulio Ospina        | 5246                 |
| Nevado Ramírez      | 4933                 |

### Área glaciar (1850-2022)

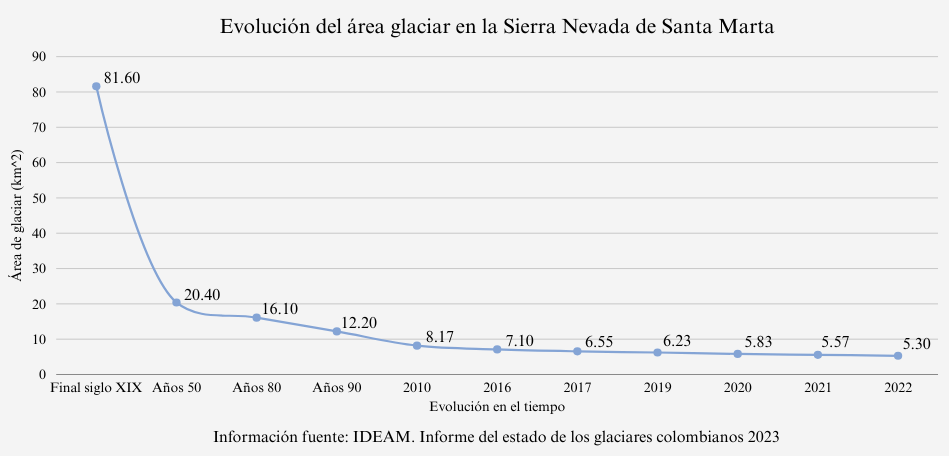
Evolución del área glaciar en la Sierra Nevada de Santa Marta

### Área glaciar (±{\displaystyle \pm }1850-2022)
Para el año 2022, el área glaciar de la Sierra Nevada de Santa Marta fue estimada en aproximadamente 5,30 km². Esta superficie está dividida en 32 fragmentos de hielo de más de una hectárea cada uno. La característica destacada de esta sierra es la cantidad de fragmentos glaciares; tiene 48 en total, de los cuales 29 tienen un área superior a una hectárea; el fragmento glaciar más grande tiene una superficie de 1,67 km² (sector Pico Simons). El ahora área total presenta una pérdida del 4,8 % respecto al año 2021 (cuando se estimó en 5,57 km²). Esta reducción equivale a 0,27 km². Estos datos reflejan una importante reducción en la extensión de los glaciares en comparación con registros históricos, y forman parte del seguimiento que se realiza para entender la evolución de los ecosistemas de alta montaña en esta región.
| Año                         | Área glaciar (km2) |
| --------------------------- | ------------------ |
| Segunda mitad del siglo XIX | 81.6               |
| Años 50                     | 20.4               |
| Años 80                     | 16.1               |
| Años 90                     | 12.1               |
| 2010                        | 8.17               |
| 2016                        | 7.10               |
| 2017                        | 6.55               |
| 2019                        | 6.23               |
| 2020                        | 5.83               |
| 2021                        | 5.57               |
| 2022                        | 5.30               |

### Ríos y fuentes hídricas

Caudal del Río Guatapurí a través de los años, monitoreado por estaciones del IDEAM.

Caudal del Río Palomino a través de los años, monitoreado por estaciones del IDEAM.

La Sierra Nevada de Santa Marta actúa como una estrella hidrográfica, ya que desde sus cumbres nacen ríos que fluyen hacia distintas vertientes: norte, occidental y suroriental. Hacia el norte, cursos como los ríos Palomino y Don Diego desembocan directamente en el mar Caribe. En la vertiente occidental, subcuencas como Maranchucua, Pasiamanchucua y Neiva-Viscungue recogen afluentes principales y múltiples quebradas, que finalmente confluyen en el río Aracataca, el cual drena hacia la Ciénaga Grande de Santa Marta. En la vertiente suroriental, el río Guatapurí recoge los aportes hídricos de afluentes como los ríos Dunachuí y Curiba. En términos de abastecimiento, la mayoría de los centros poblados que dependen de la Sierra Nevada obtienen el agua de fuentes menores ubicadas en las partes bajas de la montaña, o de corrientes mayores que nacen en zonas de páramo. Estas fuentes, en general, no están conectadas directamente con el deshielo de los glaciares, lo que limita la influencia directa de estos en el suministro cotidiano de agua.

Caudal del Río Palomino a través de los años, monitoreado por estaciones del IDEAM.

Respecto a la disponibilidad del recurso hídrico, los índices de vulnerabilidad hídrica (IVH) varían según la región. El sistema de abastecimiento Aracataca-El Retén presenta valores favorables, mientras que en Valledupar se han identificado niveles medio y alto de vulnerabilidad, especialmente bajo condiciones climáticas secas. Este panorama destaca la necesidad de realizar estudios más detallados para determinar con precisión la proporción de agua que proviene de los glaciares, los páramos y los bosques altoandinos. Una revisión de imágenes aéreas tomadas por la Fuerza Aérea Colombiana en enero de 2017 permitió identificar que los glaciares ubicados en el pico La Reina, cuya superficie alcanza los 0,88 km² (88 hectáreas), equivalente al 13 % del área glaciar total de la Sierra, contribuyen con agua de deshielo a la cuenca del río Guatapurí.
| Río              | Subzona hidrográfica                          | Subzona hidrográfica            | Zona hidrográfica | Área hidrográfica |
| Río              | Rio                                           | Área glaciar en la cuenca (km2) | Zona hidrográfica | Área hidrográfica |
| ---------------- | --------------------------------------------- | ------------------------------- | ----------------- | ----------------- |
| Mamancanaca      | Ciénega Grande de Santa Marta (Río Aracataca) | 3.16                            | Bajo Magdalena    | Magdalena - Cauca |
| Tucurinca        | Ciénega Grande de Santa Marta (Río Aracataca) | 3.16                            | Bajo Magdalena    | Magdalena - Cauca |
| Fundación        | Fundación                                     | 3.16                            | Bajo Magdalena    | Magdalena - Cauca |
| Curibá           | Guatapurí                                     | 0.72                            | Cesar             | Magdalena - Cauca |
| Donachuí         | Guatapurí                                     | 0.72                            | Cesar             | Magdalena - Cauca |
| Río Palomino     | Palomino                                      | 1.37                            | Caribe - Guajira  | Caribe            |
| Quebrada Navaca  | Palomino                                      | 1.37                            | Caribe - Guajira  | Caribe            |
| Quebrada Nuanasi | Palomino                                      | 1.37                            | Caribe - Guajira  | Caribe            |

## Desglaciación
La Sierra Nevada de Santa Marta ha experimentado un notable retroceso glaciar en las últimas décadas. Este fenómeno ha sido denunciado por comunidades indígenas, especialmente la arhuaca, que alertan sobre el inminente deshielo total de sus picos más altos: el Colón y el Bolívar, ambos con una altitud aproximada de 5775 m s. n. m. (metros sobre el nivel del mar) y considerados los más elevados de Colombia.
Según el Instituto de Hidrología, Meteorología y Estudios Ambientales (Ideam), entre 1850 y 2010 la Sierra perdió cerca del 90 % de su cobertura glaciar, pasando de una extensión de 82 km² a tan solo 7,5 km². Este proceso ha sido atribuido principalmente al cambio climático, cuyas consecuencias se manifiestan en la fragmentación de los glaciares y en una tasa anual de pérdida glaciar estimada entre el 3 % y el 5 %, similar a lo que ocurre en otros nevados del país, como el Cocuy, el Ruiz, el Tolima y el Huila.

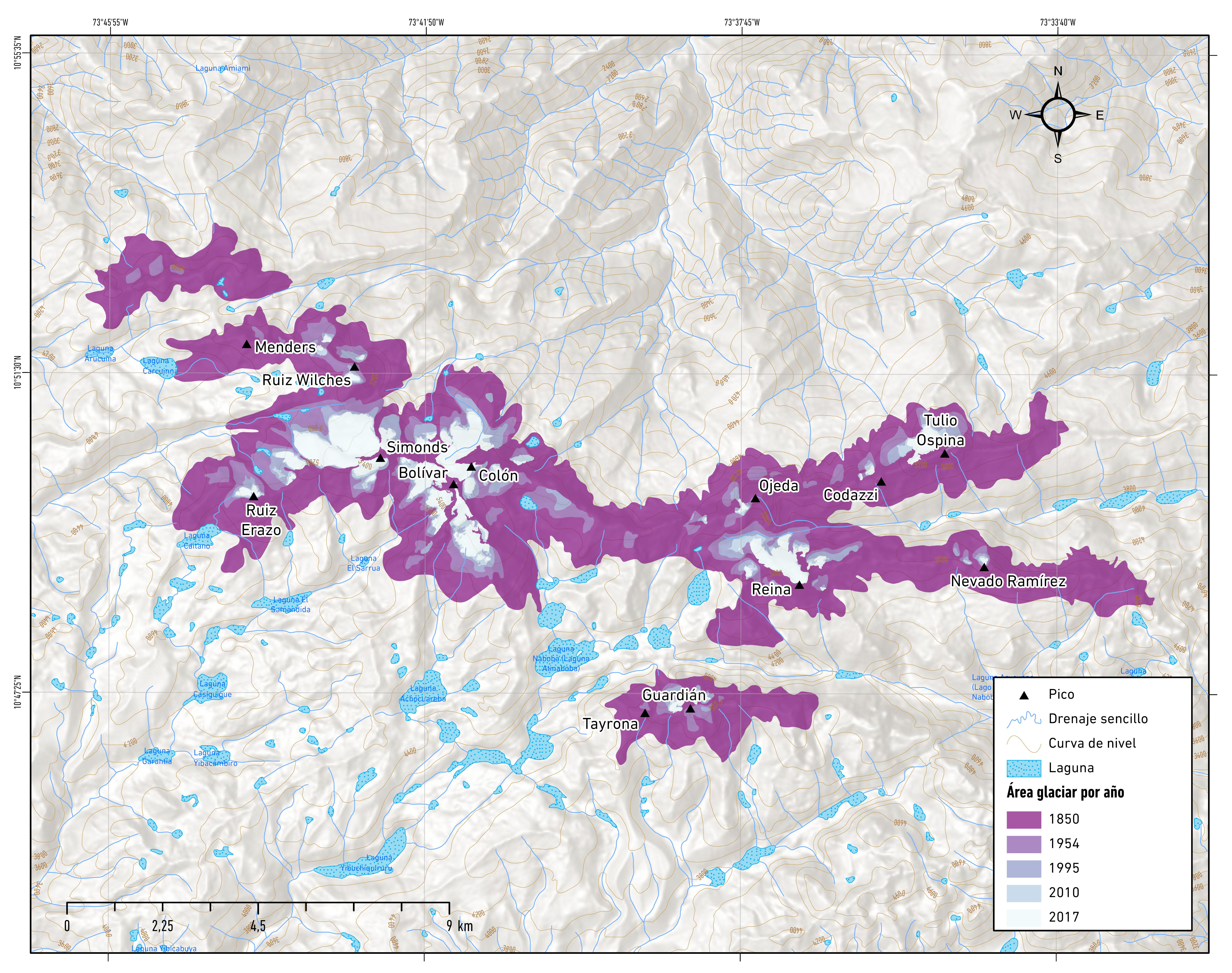
Dinámica glaciar Sierra Nevada de Santa Marta 1850-2016

El deshielo progresivo de la Sierra ha tenido impactos directos sobre importantes fuentes hídricas de la región. Ríos como el Aracataca y el Guatapurí, que históricamente se originan en los deshielos de las altas montañas, abastecen los acueductos de municipios como Aracataca y la ciudad de Valledupar, respectivamente. La disminución de la nieve amenaza la estabilidad de estos caudales, por lo cual el Ideam ha recomendado la realización de estudios hidroglaciológicos que permitan dimensionar con precisión los efectos del retroceso glaciar sobre las cuencas hidrográficas.
La situación también ha derivado en tensiones sociales. Habitantes de corregimientos como San Pues, Sanpuecito y Buenos Aires han protagonizado protestas en respuesta a los constantes racionamientos de agua, acentuados tanto por la pérdida de fuentes naturales como por fallas estructurales en los sistemas de acueducto. La creciente demanda del recurso por parte del sector agroindustrial ha agravado aún más la crisis.
Desde la cosmovisión indígena, este desequilibrio ambiental se interpreta como resultado de modelos de desarrollo ajenos a su cultura, los cuales alteran los ciclos naturales del territorio. Las comunidades kogui, wiwa, kankuama y arhuaca consideran que intervenciones como la construcción de represas, la invasión de sitios sagrados, y la pérdida de cobertura vegetal, han afectado gravemente la armonía de la Sierra. Para ellos, los nevados representan la "cabeza" de la madre tierra y los páramos, su "corazón".
Los representantes de la comunidad arhuaca han sido especialmente activos en la denuncia del acelerado retroceso de los glaciares en la Sierra Nevada de Santa Marta. Durante recientes expediciones a las zonas altas de los picos Colón y Bolívar, líderes indígenas han observado una notable reducción en la cobertura de nieve, evidenciando la transformación de antiguas cumbres nevadas en extensas áreas rocosas.
Desde la perspectiva de esta comunidad, el modelo de desarrollo aplicado en la región ha contribuido significativamente al desequilibrio ambiental. En respuesta, proponen una estrategia de conservación centrada en la restauración de al menos el 70 % de la cobertura vegetal y la protección de las cuencas hidrográficas. También plantean la necesidad de respetar los ciclos naturales del ecosistema y de ampliar los territorios colectivos indígenas como mecanismo de salvaguarda ambiental.
Otras propuestas incluyen la relocalización voluntaria de asentamientos humanos ubicados en zonas de alta fragilidad ecológica, la oposición a nuevos proyectos de infraestructura que alteren el equilibrio natural del territorio, y una evaluación crítica de actividades extractivas, como la minería y el transporte de carbón, que han sido señaladas por su impacto ambiental negativo sobre la Sierra.
De continuar la tendencia actual, los estudios indican que la Sierra Nevada de Santa Marta podría perder completamente su cobertura glaciar antes del año 2030, transformándose en otra de las cadenas montañosas colombianas sin nieve perpetua.
La Sierra Nevada de Santa Marta alberga uno de los últimos seis glaciares activos en Colombia, con una superficie estimada de 5,3 km². Esta masa glaciar, ubicada en los departamentos de La Guajira, Magdalena y Cesar, es parte integral del parque nacional natural Sierra Nevada de Santa Marta, una de las estrategias clave del país para la protección de estos ecosistemas de alta montaña.
En esta región, la cobertura de hielo ha sido objeto de monitoreo continuo por parte del Instituto de Hidrología, Meteorología y Estudios Ambientales (Ideam), dada su vulnerabilidad frente al cambio climático. Además de su función ecológica como regulador hídrico, la Sierra se destaca por su biodiversidad particular, con especies adaptadas a condiciones extremas y una flora característica como los frailejones.
Cada glaciar colombiano presenta respuestas distintas ante el calentamiento global; sin embargo, la Sierra Nevada comparte con otros sistemas glaciares del país una tendencia de pérdida acelerada. El Ideam estima que, de mantenerse la tasa de reducción actual, este glaciar podría desaparecer por completo antes de 2030.
Desde el ámbito institucional, el Estado colombiano ha reafirmado su compromiso con la protección de los glaciares mediante programas de conservación, investigación, restauración ecológica, educación ambiental y monitoreo climático. Estas acciones son desarrolladas de manera articulada por el Ministerio de Ambiente y Desarrollo Sostenible, el Ideam y Parques Nacionales Naturales de Colombia, especialmente tras la declaración de 2025 como el Año Internacional de la Conservación de los Glaciares y el 21 de marzo como el Día Mundial de los Glaciares, iniciativas promovidas por la Asamblea General de las Naciones Unidas.
La Sierra Nevada, además de su importancia ambiental, constituye un territorio culturalmente sagrado, habitado por comunidades indígenas que reconocen en estas cumbres valores espirituales, ancestrales y ecológicos, estrechamente vinculados con su identidad y visión del territorio.
Vulnerabilidad y zona de ablación
De acuerdo con estimaciones del IDEAM en el 2023, alrededor de 0,5 km² (el 11 % de su cobertura glaciar) se encuentra en zona de ablación si se considera una Línea de Equilibrio Altitudinal (ELA) a 5000 m s. n. m. (metros sobre el nivel del mar). Este valor se reduce a 0,06 km² (1,2 %) si se usa una ELA más baja de 4850 m s. n. m., lo que indica una relativa menor exposición al deshielo en comparación con otros glaciares del país.

## Cambio climático y su impacto en la Sierra Nevada
El cambio climático se entiende como una alteración previsible y sostenida en los patrones del clima terrestre, atribuida en gran medida a la actividad humana. Esta transformación está relacionada con el incremento de gases de efecto invernadero en la atmósfera, lo cual provoca un aumento global de las temperaturas.
El cambio climático en la Sierra Nevada de Santa Marta es una problemática de gran importancia debido a su influencia en la biodiversidad, los recursos hídricos y la estabilidad ecológica de esta región. La Sierra Nevada, por su altitud y conformación orográfica, es un sistema complejo que alberga diversos microclima y pisos térmicos, los cuales se ven afectados por las variaciones en las temperaturas, las precipitaciones y la pérdida de glaciares, fenómenos que se atribuyen en gran medida a los efectos del cambio climático.
Una de las principales manifestaciones del impacto del cambio climático es la reducción de los glaciares, que han experimentado una reducción significativa en su extensión de aproximadamente el 60 % en los últimos 30 años. Estudios realizados en la región indican que en 1988 las áreas de glaciares correspondían cerca del 3.5 % de la superficie del macizo, sin embargo, estos se han ido reduciendo con el tiempo, lo que afecta directamente las fuentes de abastecimiento de agua para las comunidades locales y los ecosistemas. La pérdida de glaciares no solo altera los sistemas hidrológicos, sino que también puede modificar los microclimas pues estos actúan como reguladores del clima regional.
Asimismo, la alteración en los patrones de precipitación y las temperaturas extremas genera cambios en los ecosistemas, afectando la biodiversidad de la región. La Sierra Nevada cuenta con bosques en buen estado de conservación, aunque solo cerca del 10 % de su vegetación se mantiene en condiciones óptimas y la reducción de humedad, junto con las altas temperaturas favorece procesos de desertificación y degradación de las tierras. Estos cambios impactan también a las comunidades indígenas y campesinas que habitan en la región, quienes dependen de los recursos naturales para su subsistencia y actividades agrícolas.
El incremento en las variaciones climáticas ha agravado problemas como la erosión de suelo, la disminución de recursos hídricos y la amenaza a sistemas agrícolas tradicionales. La vulnerabilidad del sistema ecológico se ha incrementado debido a la presión antrópica, incluyendo actividades humanas como deforestación, colonización y cultivos ilícitos, que han contribuido a la degradación del paisaje y a la pérdida de biodiversidad.
En conclusión, el cambio climático representa una amenaza significativa para la Sierra Nevada de Santa Marta, puesto que afecta directamente la disponibilidad de agua, la biodiversidad y la estabilidad ecológica y social de la región. La conservación de sus glaciares, la protección de sus ecosistemas y la implementación de políticas de manejo sostenible son fundamentales para mitigar estos efectos y preservar el equilibrio natural de esta región única en el mundo.

## Historia glacial
El estudio pionero de Henry Cornelius Raasveldt (1957) identificó tres estados principales de glaciación en la Sierra Nevada de Santa Marta:
1. Estado Bolivariano: El más reciente, con glaciares actuales que cubren aproximadamente 39 km². Presenta morrenas terminales (frontales y laterales) cerca de los picos nevados, como los complejos de Simón Bolívar y Cristóbal Colón. Estas morrenas sugieren un retroceso glacial acelerado desde el siglo XIX, comparable a fenómenos observados en los Alpes.
2. Gran Estado Mamancanaca: Cubrió 856 km² en su máxima extensión (22 veces más que el estado actual). Sus morrenas, ubicadas entre 3500 y 4000 m s. n. m. de altitud, indican glaciares de valle extensos. Destacan en las cabeceras del río Mamancanaca, donde convergen múltiples morrenas.
3. Estado Aduriameina: Vestigios más antiguos y erosionados, con morrenas de fondo cubiertas por depósitos eólicos. Su valle glacial en el río Aduriameina fue "decapitado" por erosión posterior, sugiriendo una glaciación previa al Pleistoceno tardío.[34]

Los glaciares actuales de la Sierra Nevada de Santa Marta se ubican entre los 4900 y 5100 m s. n. m. de altitud, mostrando una marcada preferencia por las vertientes sur donde las pendientes más pronunciadas favorecen la acumulación de nieve y su transformación en hielo glaciar. Para 2023, el glaciar poseía un área de 5,3 km².

## Reconocimientos
La Sierra Nevada de Santa Marta fue declarada parque nacional natural en 1964, con una extensión aproximada de 400 000 hectáreas, lo que la convierte en una de las áreas protegidas más relevantes de Colombia. En 1979, fue designada como reserva de la biosfera por la UNESCO, en reconocimiento a su importancia ecológica y cultural. Estas figuras de protección tienen como objetivo conservar su biodiversidad única y los sistemas ecológicos que sustentan la vida en la región.

## Galería

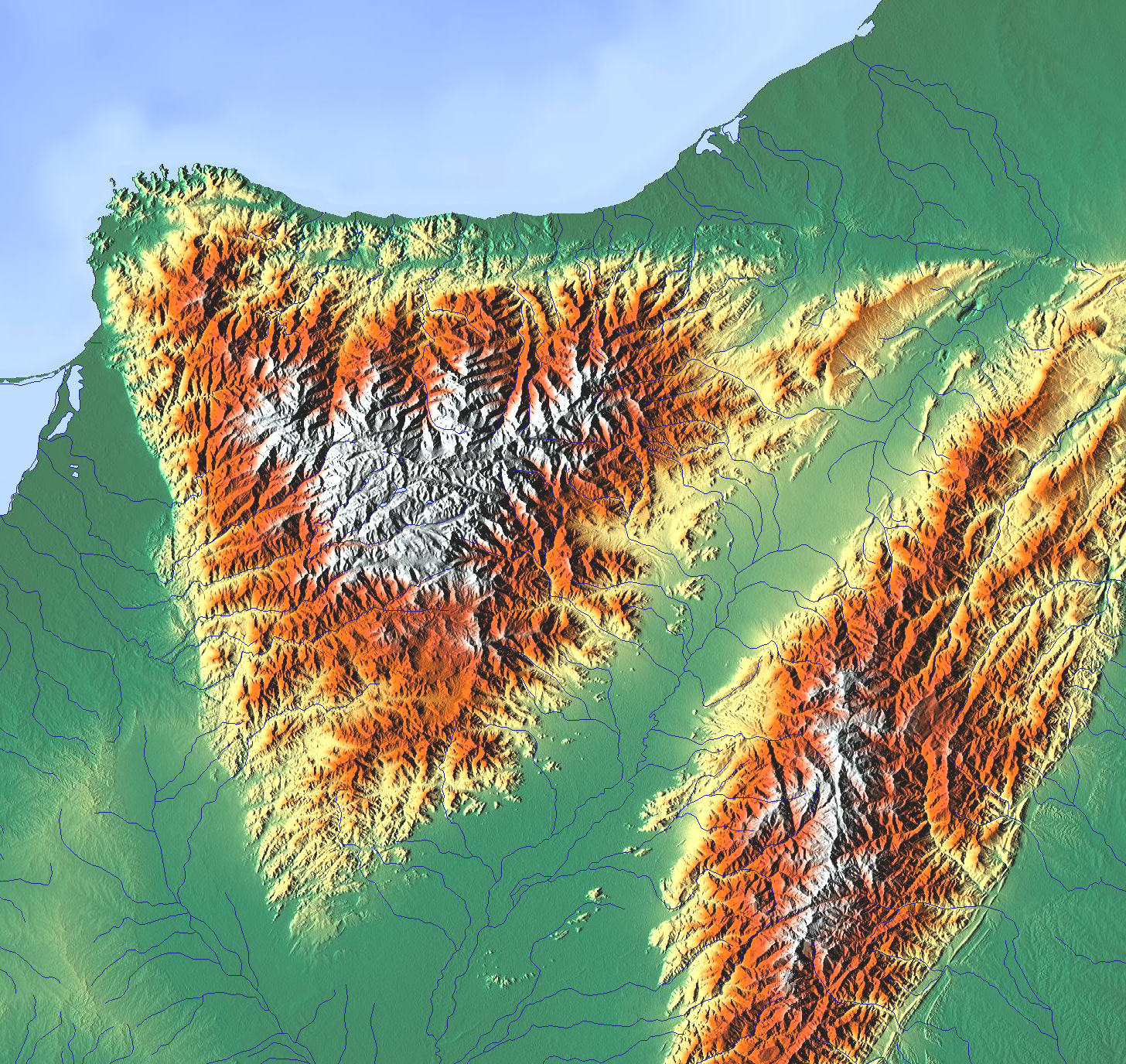
Mapa de la Sierra Nevada.
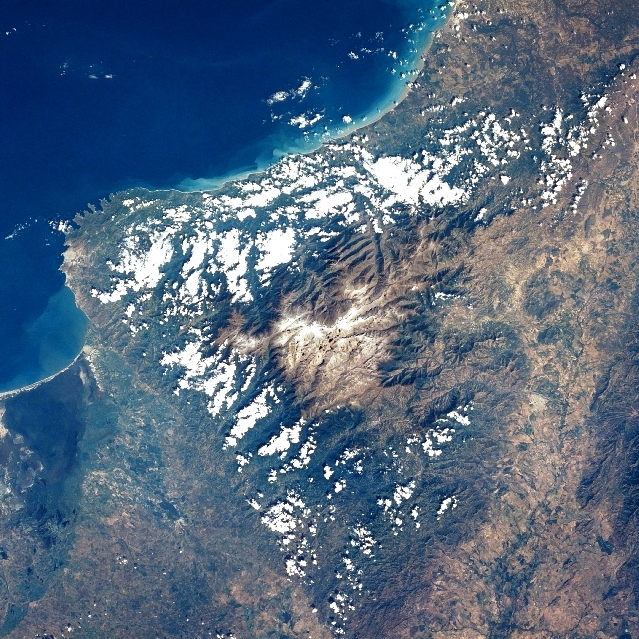
La Sierra Nevada desde el espacio.
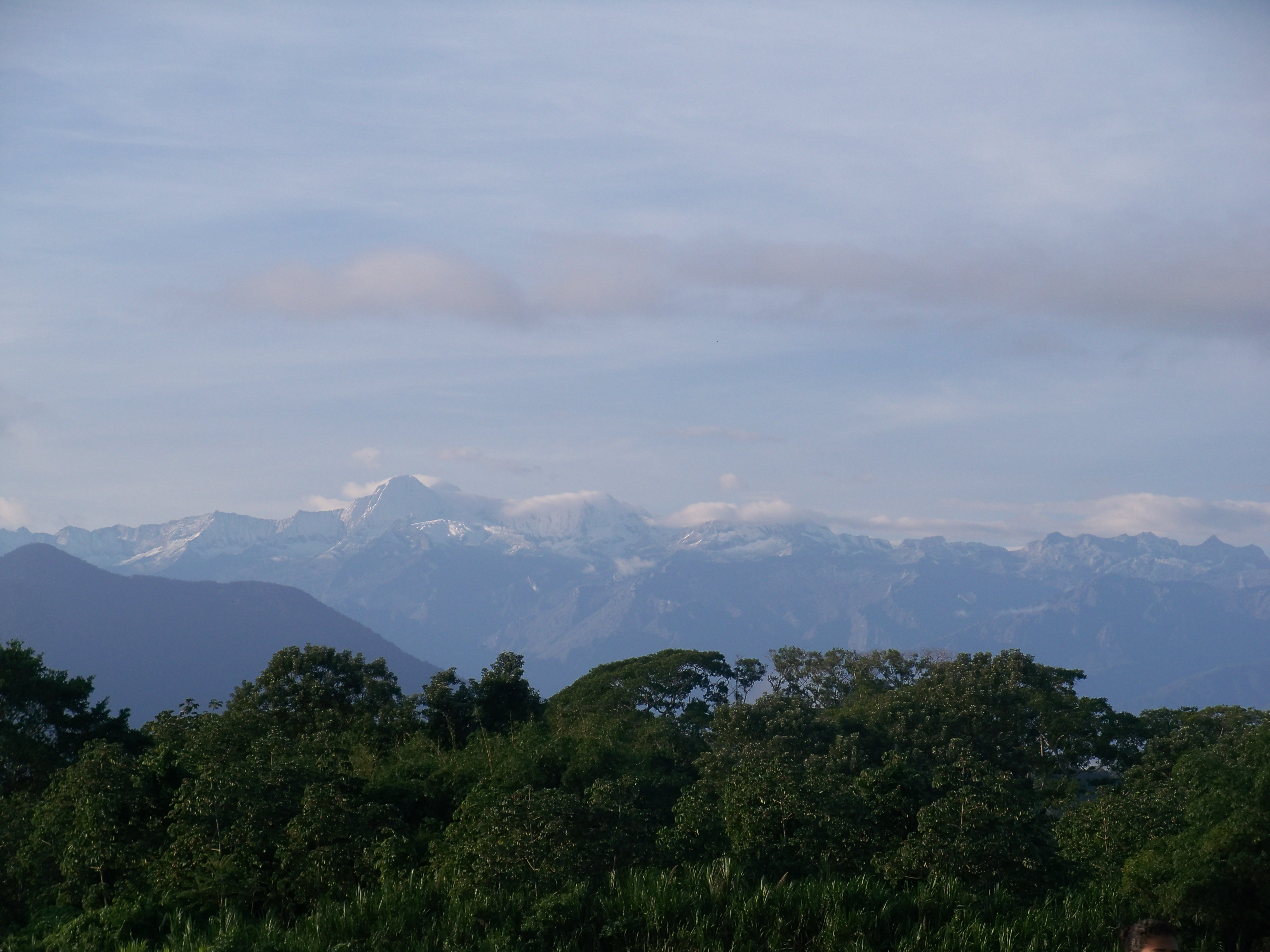
Panorámica de la Sierra Nevada.
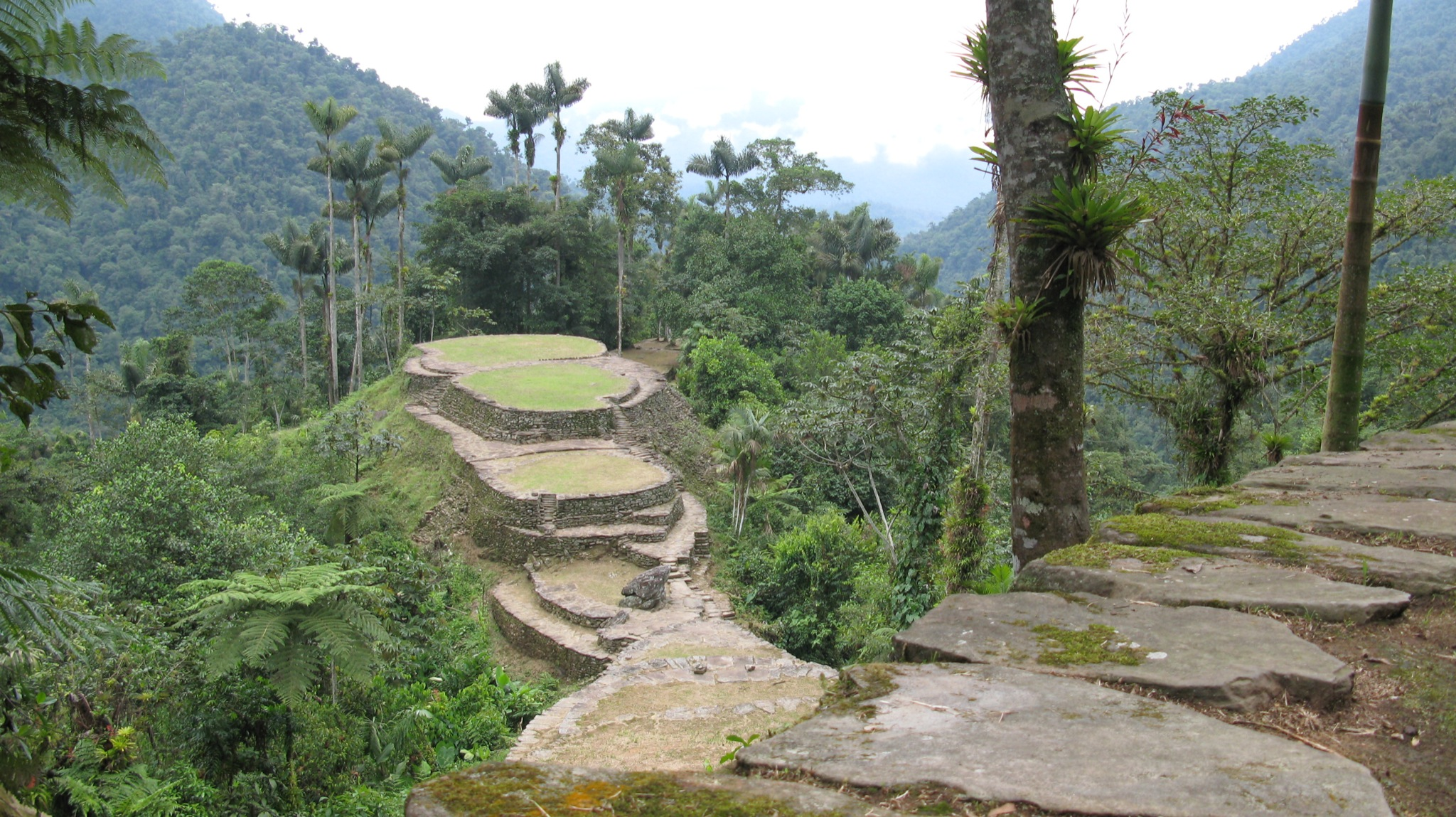
Ciudad Perdida.
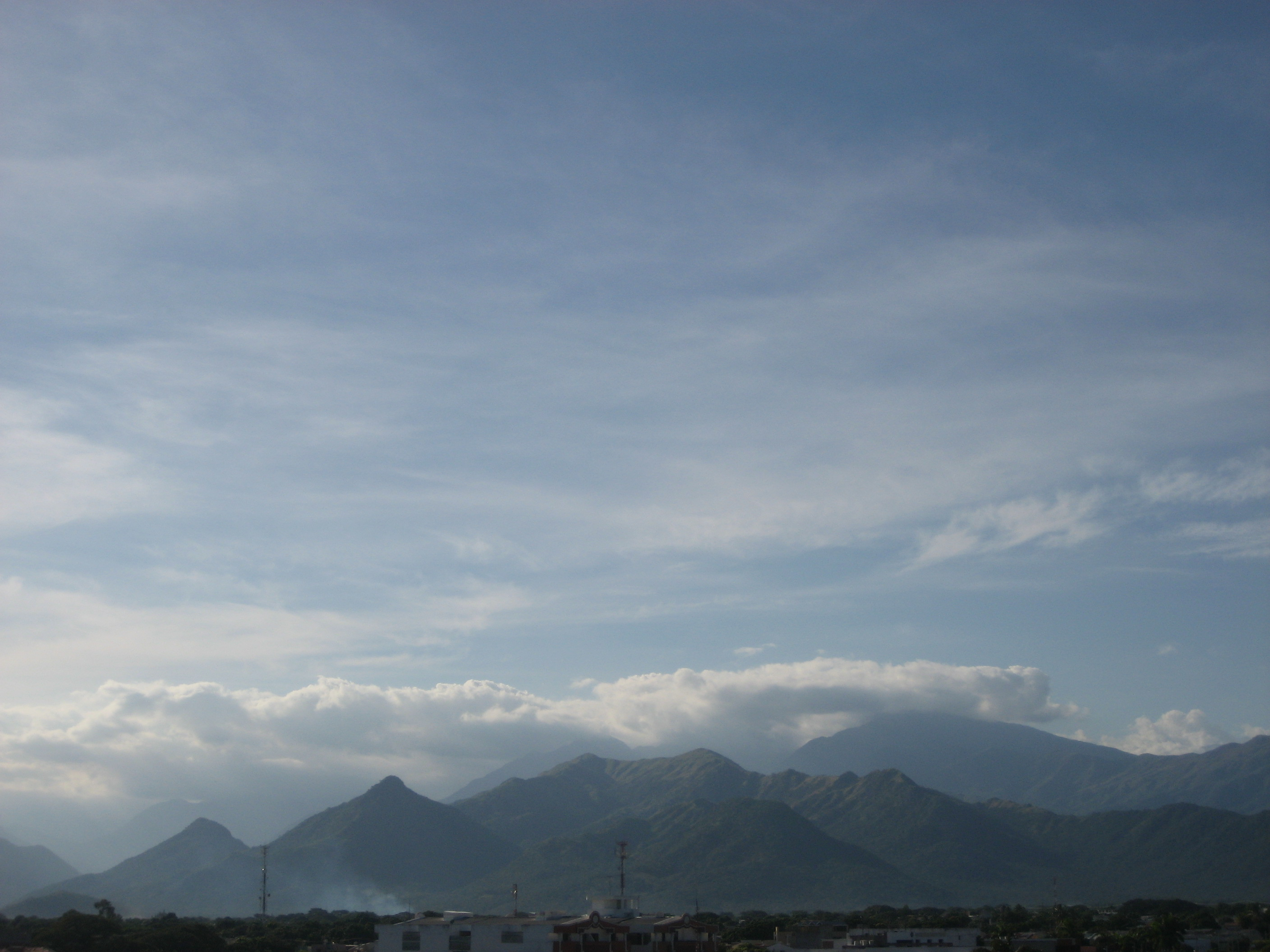
Cerro del Alguacil/Inaruwa
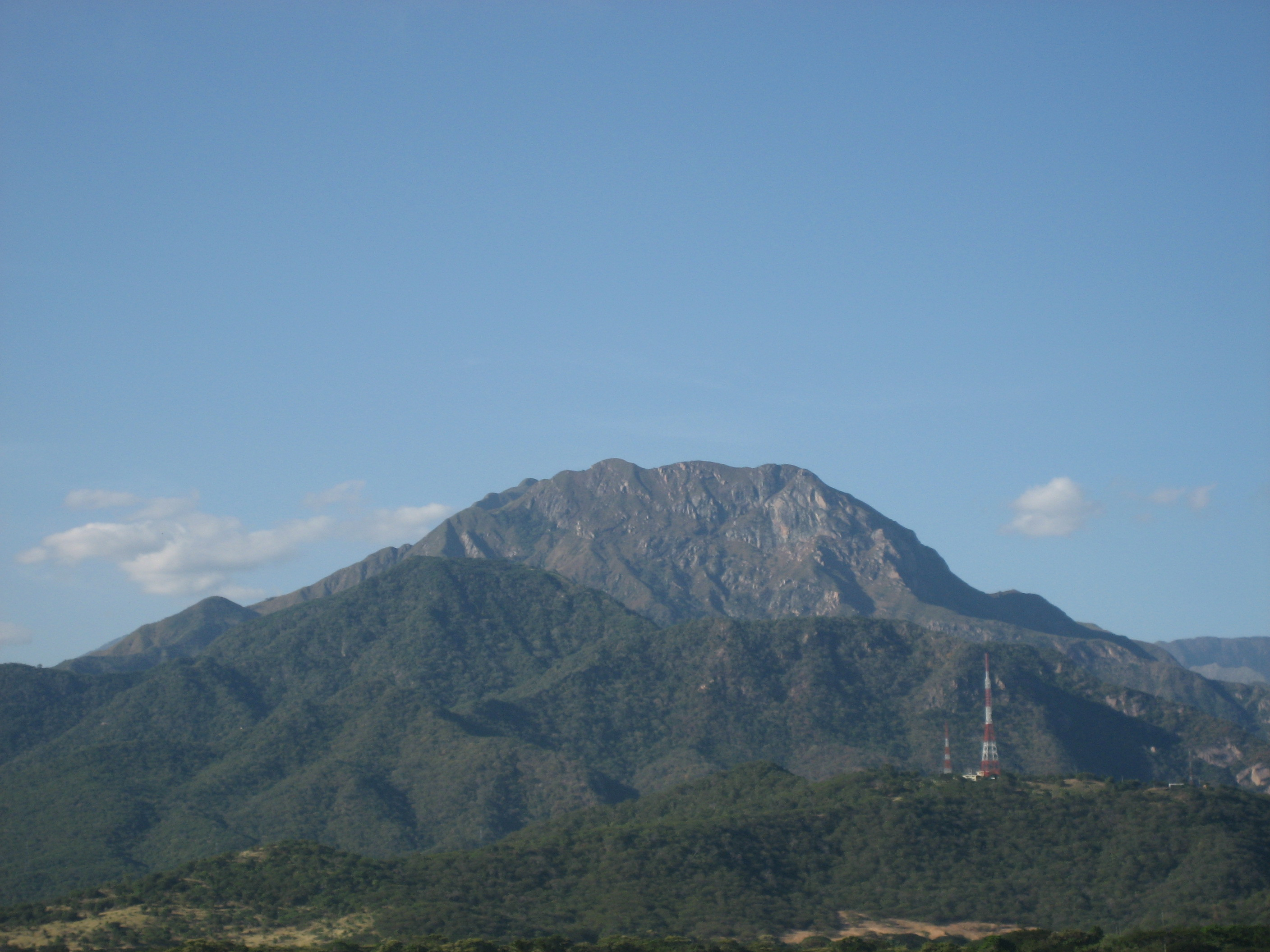
Cerro Murillo.
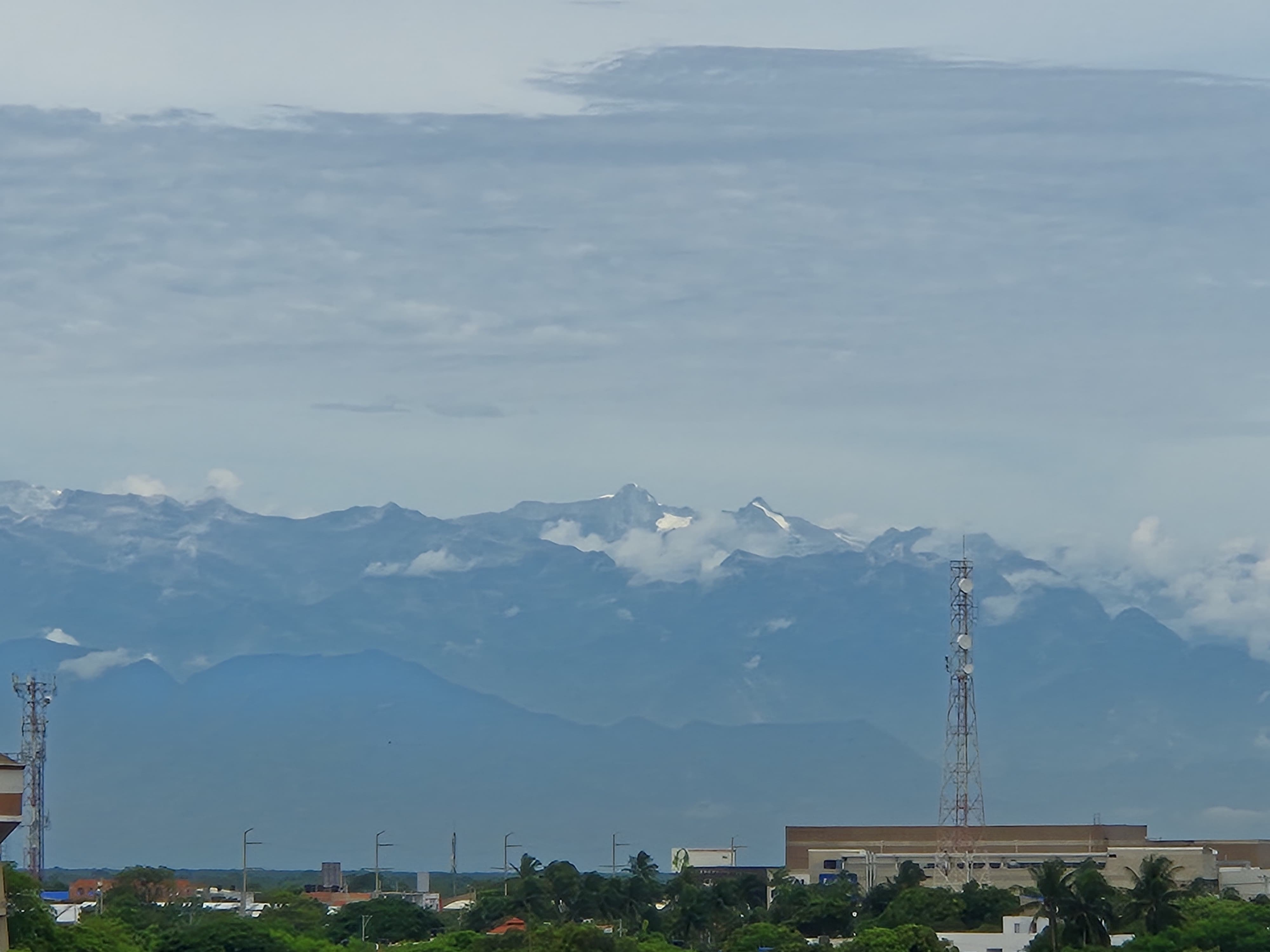
La Sierra, vista desde la ciudad de Riohacha, a más de cien kilómetros de distancia de las cumbres más altas.
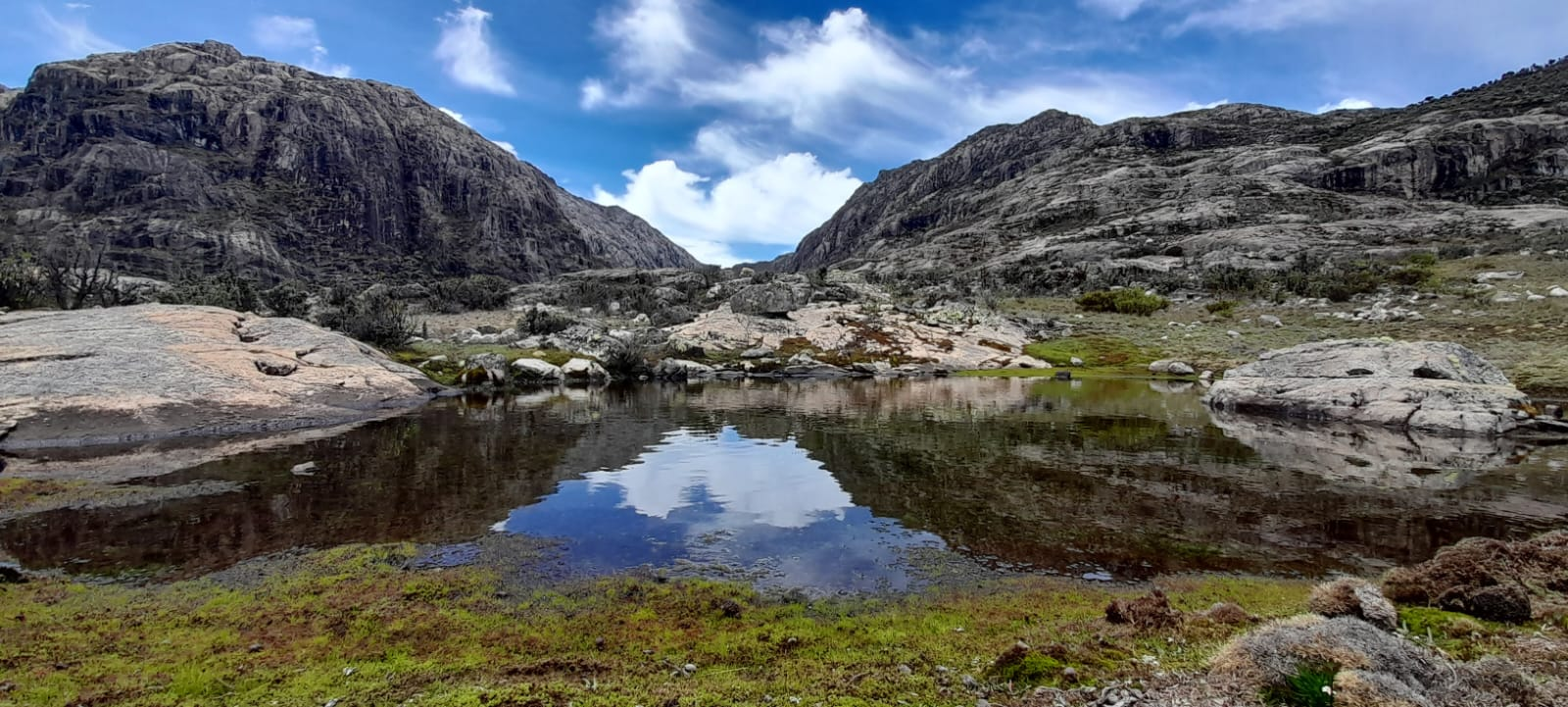
Primer plano de la exuberante vida en la Sierra Nevada.
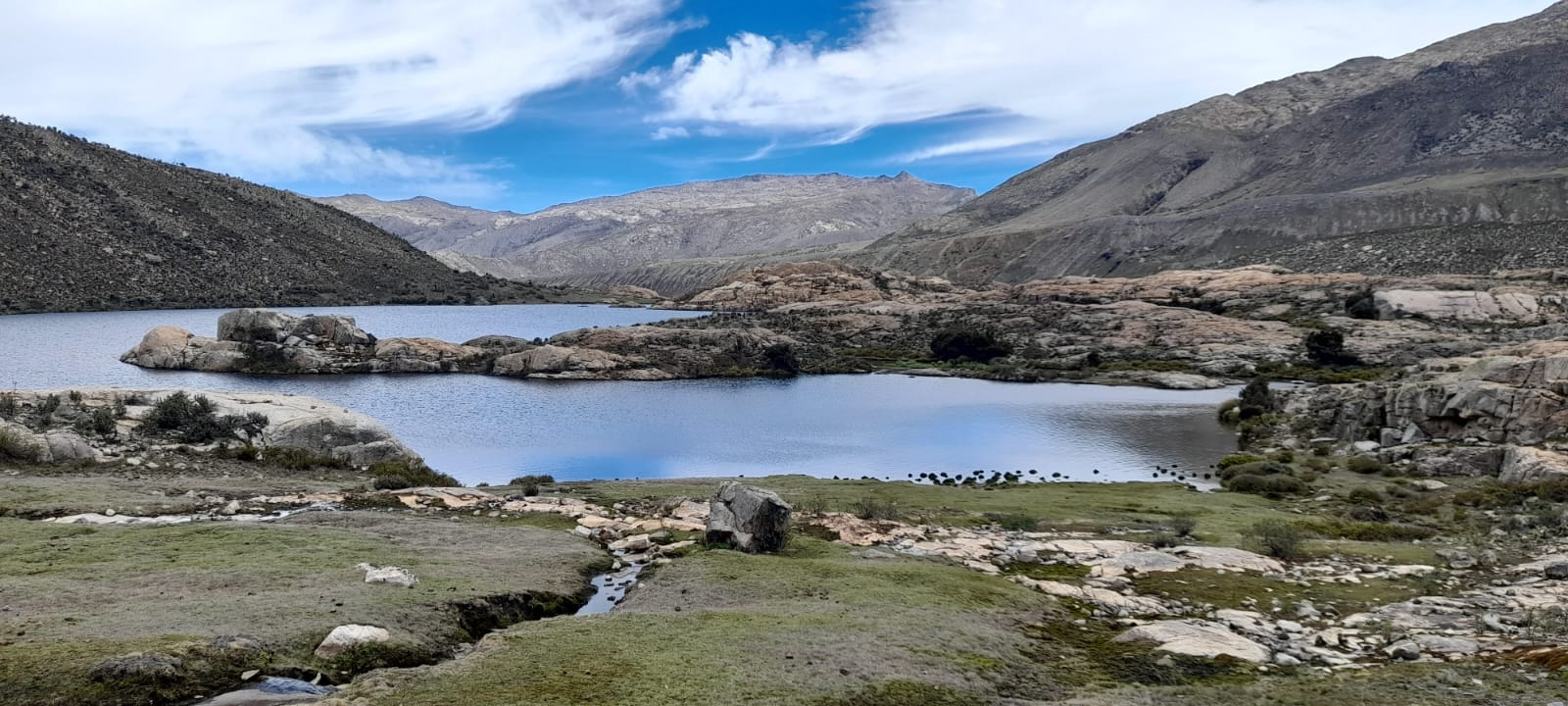
Vistazo cercano a la vibrante biodiversidad de la Sierra Nevada.
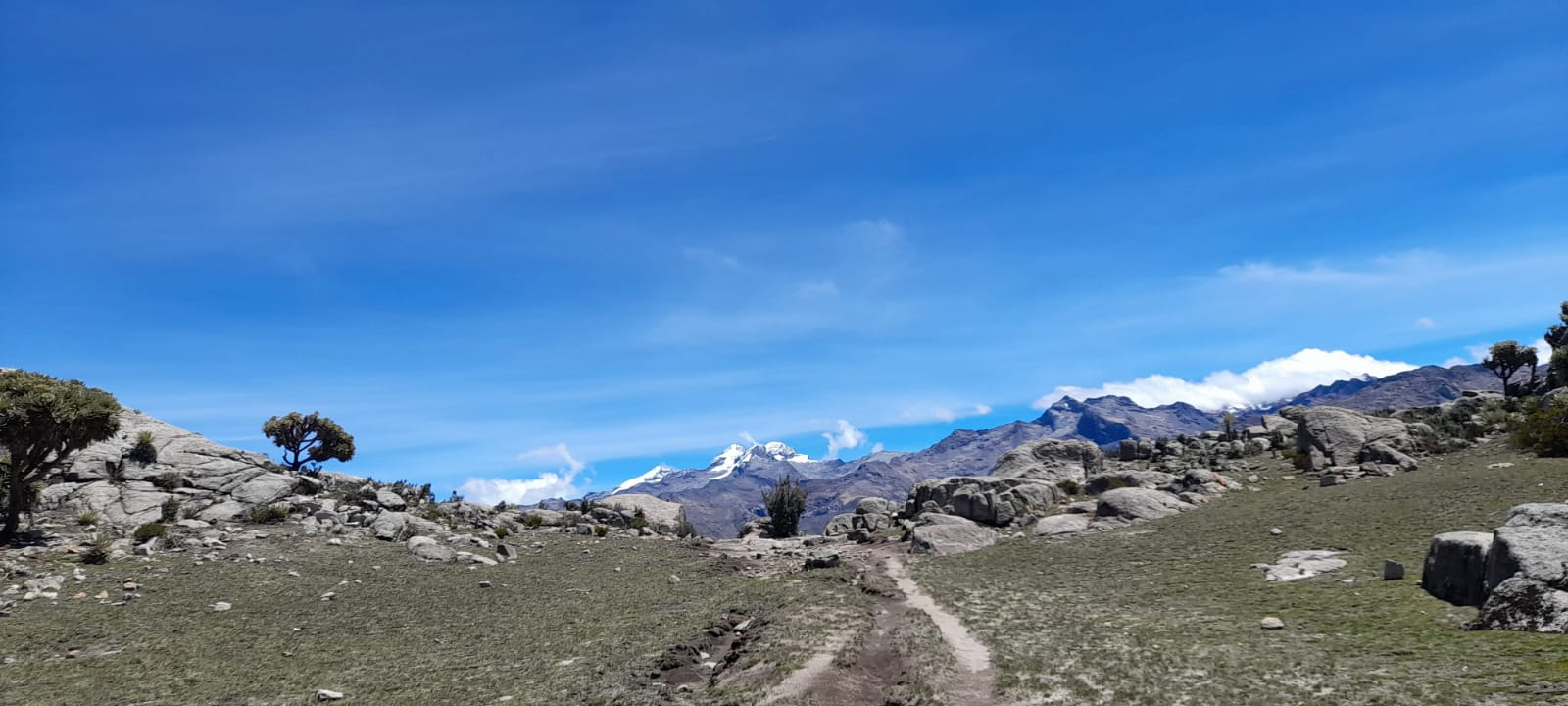
Ruta milenaria que asciende hacia las cumbres nevadas.
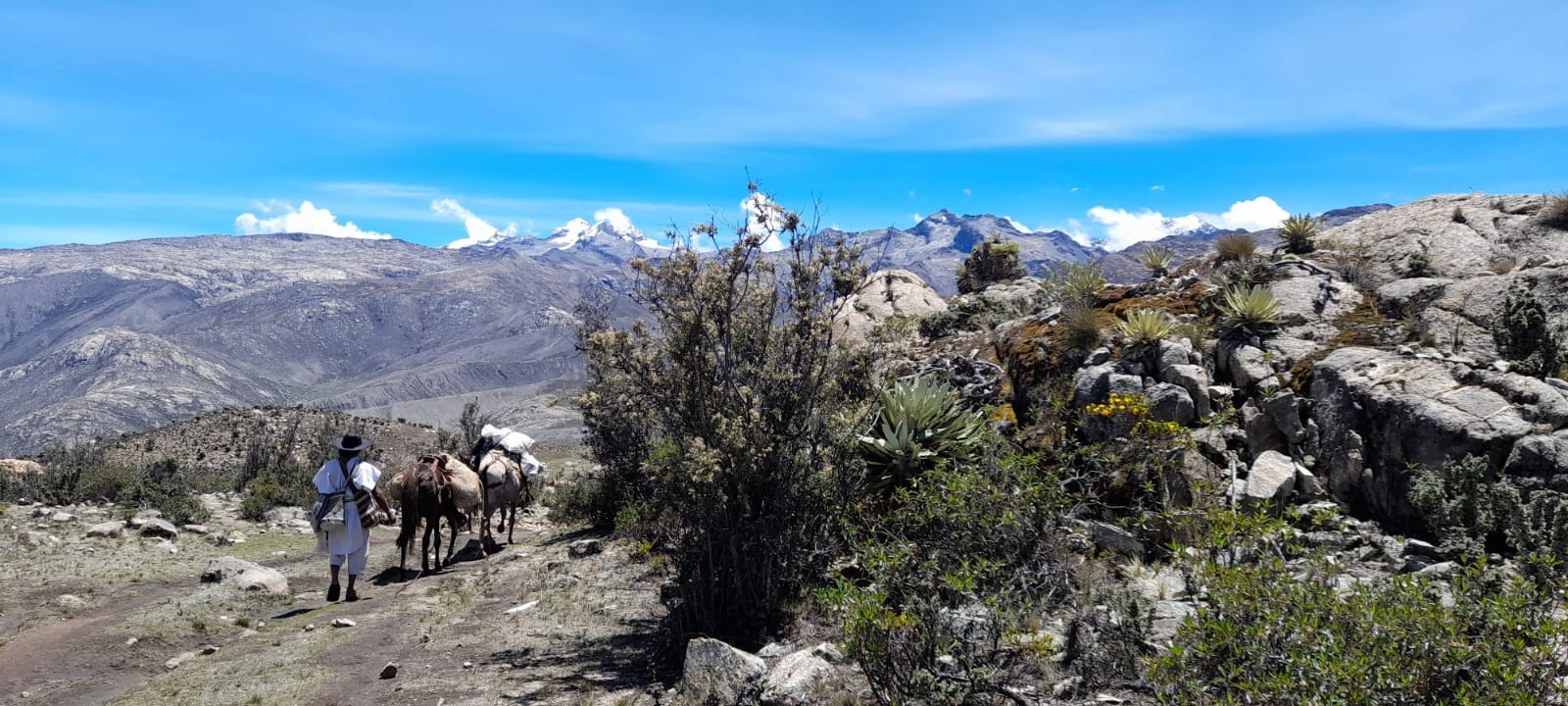
Sendero ancestral en dirección a los picos nevados.
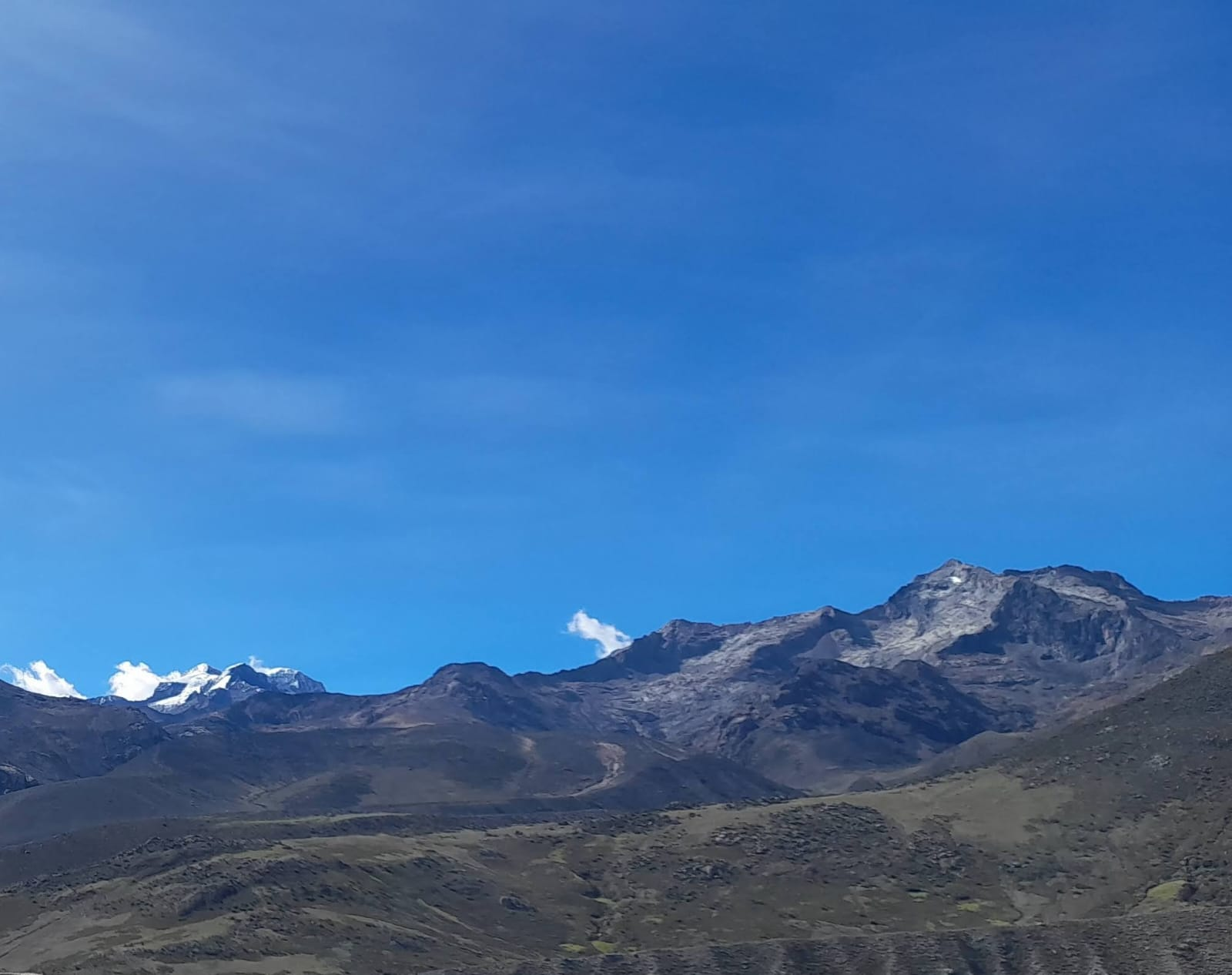
Amplia vista de la Sierra Nevada.
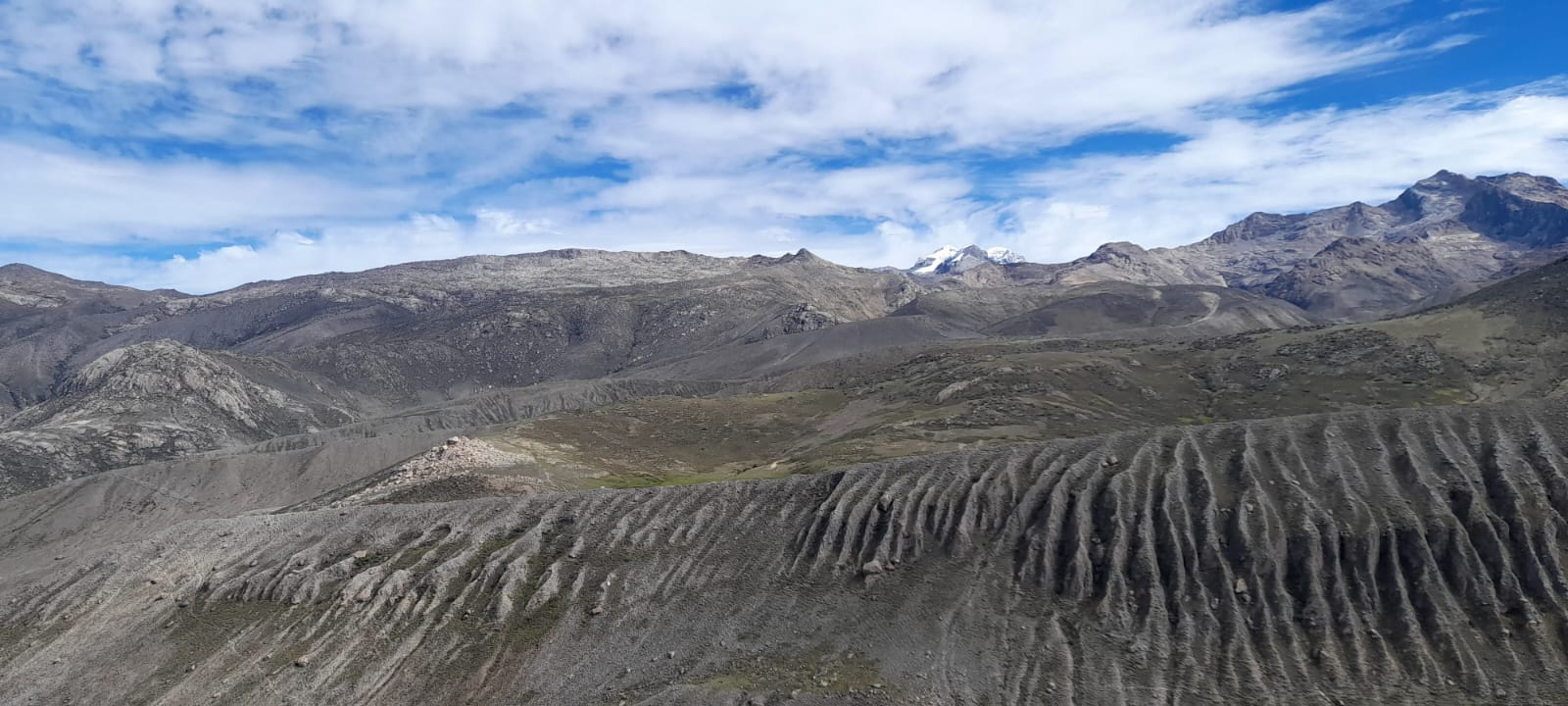
Panorámica impresionante de la Sierra Nevada.
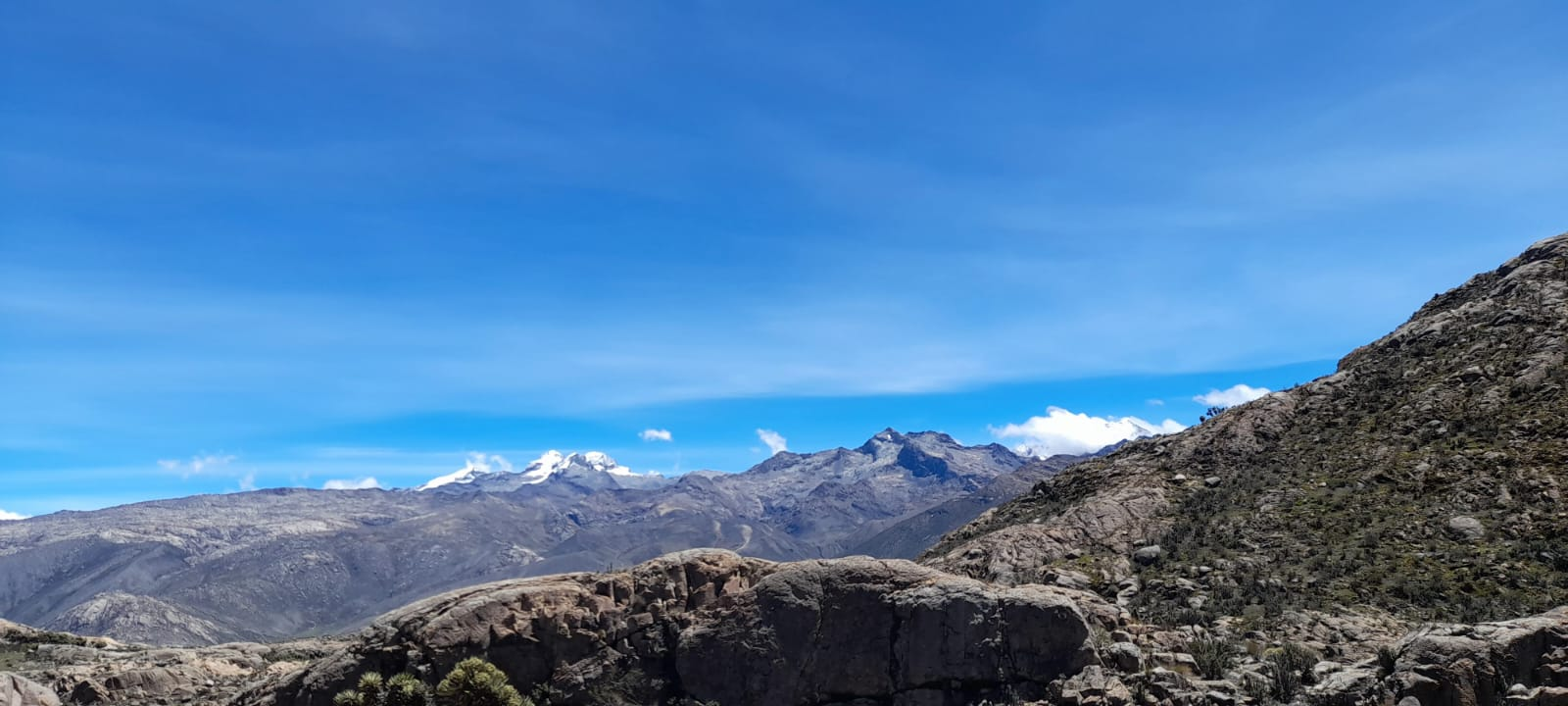
La Sierra Nevada en una vista panorámica.